# Jason Mraz
Jason Thomas Mraz (pronunciado [məˈræz]) (Mechanicsville, Virginia, 23 de junio de 1977) es un guitarrista, cantante y compositor estadounidense cuyo estilo musical está influenciado por el reggae, el pop, el rock, el folk, el jazz y el hip hop. Es conocido principalmente por sus cuatro grandes éxitos, "The Remedy (I Won't Worry)", "I'm Yours", "Lucky" y "I Won't Give Up".
Lanzó su primer álbum, Waiting for My Rocket to Come, que contiene el sencillo con moderado éxito "The Remedy (I Won't Worry)", en 2002. Sin embargo, fue en el lanzamiento de su segundo álbum, Mr A-Z, cuando se convirtió en un éxito comercial. El álbum alcanzó el puesto número cinco del Billboard Hot 200 y vendió más de cien mil copias en los Estados Unidos. 
En 2008, lanzó su tercer álbum, We Sing. We Dance. We Steal Things., y alcanzó el tercer puesto de los Billboard 200 y se convirtió en un éxito a nivel mundial, alcanzando el top 10 de muchas listas internacionales. Mraz se hizo internacionalmente conocido cuando lanzó el primer sencillo del álbum, "I'm Yours" y más tarde "Lucky" en colaboración con Colbie Caillat. El primer sencillo alcanzó el puesto número seis en la Billboard Hot 100, dando a Mraz su primer sencillo top ten. La canción estuvo en el Hot 100 durante 76 semanas, superando el récord anterior de 69 semanas en poder de LeAnn Rimes con "How Do I Live". La canción fue un gran éxito comercial en los EE. UU. y recibió la certificación de triple platino de la RIAA por la venta de más de tres millones. Las canciones fueron un éxito internacional, ya que encabezaron las listas en Estados Unidos y Nueva Zelanda y entraron al top 10 de otras listas internacionales.

## Carrera musical

### Waiting For My Rocket to Come
En 2002, Mraz lanzó su primer álbum debut en una gran discográfica, Waiting for My Rocket to Come. El álbum tuvo un éxito comercial relativo, alcanzando el número cincuenta y cinco en el Billboard Hot 200 y el número dos en el Top Heatseekers Chart. El primer sencillo del álbum, "The Remedy (I Won't Worry)" fue coescrito por el equipo de producción musical The Matrix y fue el primer sencillo en estar entre los top veinte en los Billboard Hot 100, llegando al número 15.

### Mr. A–Zy giras

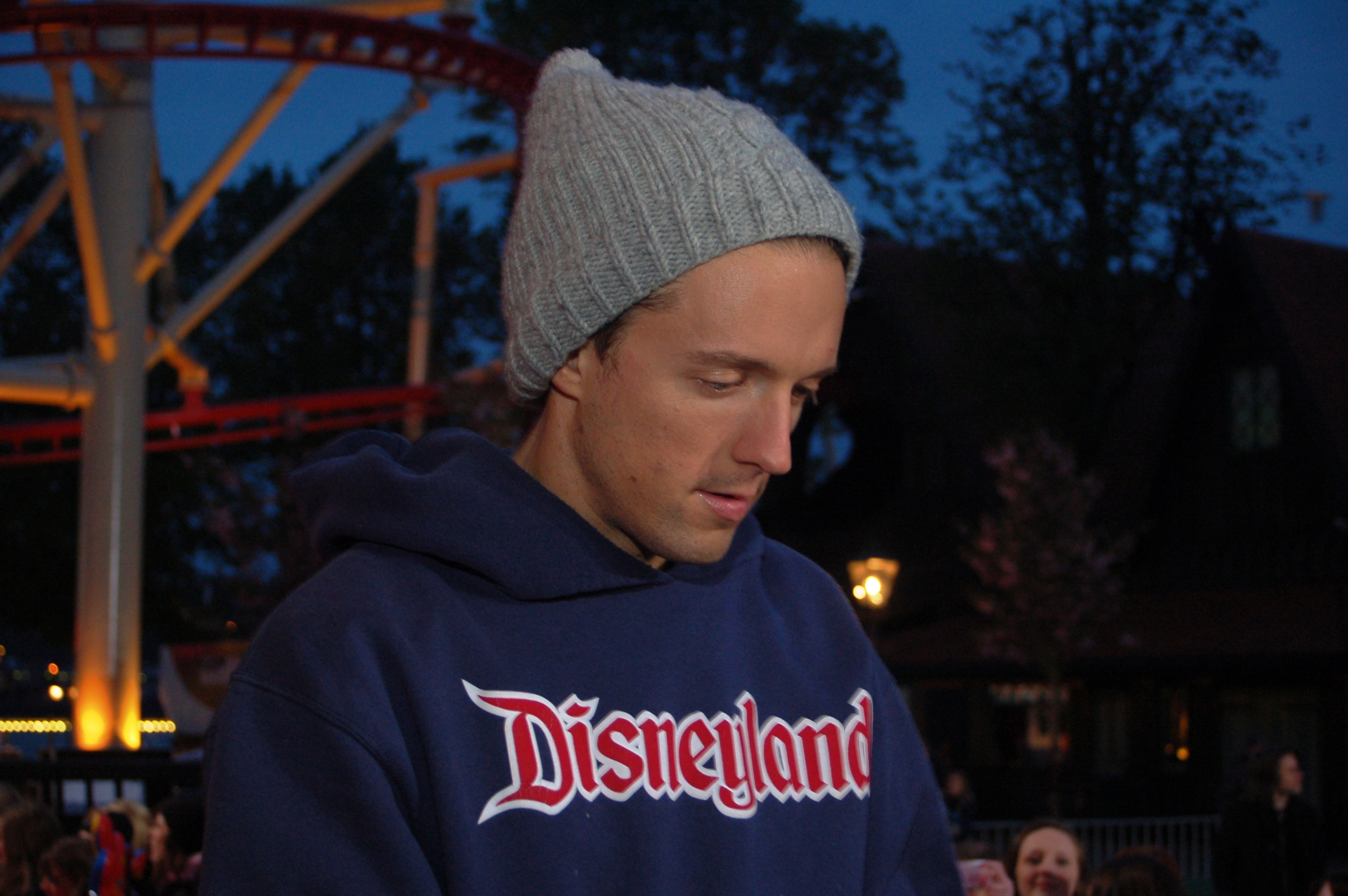
Jason Mraz en Gröna Lund en Estocolmo, Suecia, 2008.

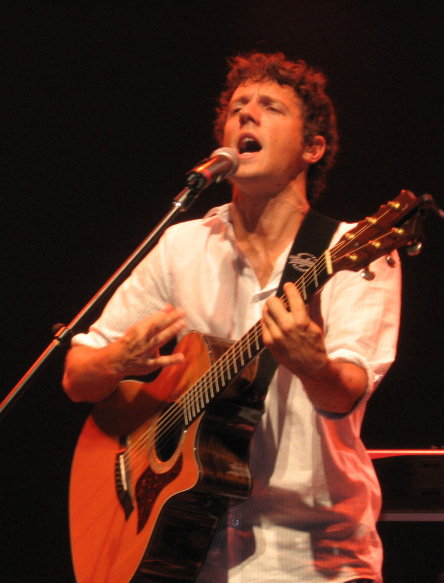
Jason Mraz actuando en Foxwoods Resort Casino en Ledyard, Connecticut, 17 de mayo de 2006.

Mraz abrió el show de Tracy Chapman en marzo de 2003 en el Royal Albert Hall en Londres. En julio de 2005, Mraz hizo de telonero para Alanis Morissette durante su gira Jagged Little Pill Acoustic. El 26 de julio de 2005, lanzó su segundo álbum (Mr. A–Z) en una gran discográfica, Atlantic Records. Entró en el Billboard 200 alcanzando el cuarto puesto. En diciembre, el álbum ganó una nominación en los Grammy Award como Mejor Ingeniería de Grabación, no clásica, mientras que su productor, el prolífico Steve Lillywhite, recibió una nominación para el Productor del Año. Un amigo y excompañero de piso de Mraz, Billy "Bushwalla" Galewood, también colaboró en el álbum, coescribió "Curbside Prophet" y el tercer sencillo del álbum, y "I'll Do Anything".
Mraz comenzó su larga gira de Mr. A–Z en el San Diego Music Awards el 12 de septiembre. La gira contó con la gran variedad de actuaciones, incluyendo a Bushwalla y Tristan Prettyman, con quien coescribió el dueto "Shy That Way" en 2002. Mraz y Prettyman tuvieron una relación, la que terminó en 2006. Ellos también coescribieron la canción "All I Want For Christmas is Us".[cita requerida] En noviembre de 2005, Mraz abrió cinco conciertos de los Rolling Stones durante su gira mundial de 2005–2006. También en 2005, Mraz fue uno de los muchos cantantes destacados en la campaña publicitaria de The Gap titulada "Favoritos". Los temas musicales de la campaña también incluyó a Tristan Prettyman, Michelle Branch, Joss Stone, Keith Urban, Alanis Morissette, Brandon Boyd, y Michelle Williams. En diciembre de 2005, Mraz lanzó la primera parte de su curso en pódcast.
En marzo de 2006, Mraz realiza por primera vez en un concierto con lleno total en Singapur junto a Toca Rivera como parte del Mosaic Music Festival.[cita requerida] En mayo de 2006, Mraz recorrió pequeños lugares y variados festivales en los Estados Unidos, además de realizar shows en el Reino Unido e Irlanda. La gira incluyó un show acústico junto a P.O.D., Better Than Ezra, Live, and The Presidents of the United States of America el 6 de mayo de 2006.
A comienzos de 2007, Jason Mraz debutó su nuevo sencillo "The Beauty in Ugly", una canción escrita por Mraz titulada "Plain Jane" que fue reescrita para la serie de televisión de ABC Ugly Betty. La canción fue incluida como parte de la campaña de "Be Ugly en '07" por ABC. Además, lanzó una versión en español de la canción titulada "La Nueva Belleza".
En 2007, el concursante de American Idol Chris Richardson interpretó "Geek in the Pink", que generó un reconocimiento masivo y aumento de las descargas de la canción en iTunes Store. Ese mismo año la concursante de Canadian Idol, Greg Neufeld también interpretó el mismo tema.[cita requerida] "Geek in the Pink" alcanzó el #22 en iTunes Store de EE. UU. el 17 de marzo de 2007, pero no tuvo la misma suerte en el Hot 100 del sitio.[cita requerida]

### We Sing. We Dance. We Steal Things.
Mraz lanzó su tercer álbum de estudio, We Sing. We Dance. We Steal Things. el 13 de mayo de 2008. El álbum debutó en el número tres en el Billboard Hot 200 dando a Mraz su mejor álbum hasta la fecha. Tras el éxito del primer sencillo, I'm Yours, el álbum entró entre los diez primeros de muchas listas musicales del mundo.
Mraz y su canción "I'm Yours" fueron nominadas como Canción del Año y Mejor Interpretación Vocal Pop Masculina en los 51st Grammy Awards de 2009. El álbum We Sing. We Dance. We Steal Things. fue nominado en los Grammy por Mejor Ingeniería de Grabación, No Clásica en 2009. El 31 de enero de 2009, Mraz fue el invitado musical en Saturday Night Live, donde interpretó "I'm Yours" y "Lucky", este último con Colbie Caillat. "Lucky" alcanzó el #48 en los Hot 100.
En 2010, con "Make It Mine" y "Lucky", Mraz ganó dos premios en los 52nd Grammy Awards en las categorías Mejor Interpretación Vocal Pop Masculina y Mejor Colaboración Pop.

### Love Is A Four Letter Word
Love Is a Four Letter Word es el cuarto álbum de estudio del compositor y cantante, el cual fue lanzado el 17 de abril de 2012 por Atlantic Records. "I Won't Give Up" fue su primer sencillo y fue lanzado el 3 de enero de 2012. El disco ha sido producido por Joe Chiccarelli (The White Stripes, Christina Perri) y contiene doce canciones nuevas, entre ellas su nuevo sencillo "I Won't Give Up", que alcanzó el número uno en Estados Unidos "sin ninguna promoción" y el puesto doce en iTunes España "con el apoyo de las redes sociales". Según la promotora musical, este sencillo "es una joya pop con coros góspel" cuyo éxito ha adelantado la salida del álbum, prevista inicialmente para el mes de mayo. “Love Is A Four Letter Word” suena a playa y a tranquilidad, a yoga y a paz con la naturaleza. Suena al estilo de vida que Jason Mraz dice practicar, un estilo que queda reflejado en las canciones. En este trabajo hay hueco para temas acústicos e intimistas pero también para grandes melodías. El músico llena su estilo pop-rock de matices reggae, soul e incluso jazz.
“The Freedom Song”, una canción muy optimista, abre el disco. El buen rollo continúa en “Living In The Moment”, “The Woman I Love” y “Everything Is Sound”, el tema más feliz del álbum, aunque la misma vitalidad transmite “Frank D. Fixer”, una canción que el músico dedica a su abuelo. Este material incluye las primeras incursiones de Jason Mraz en el jazz en temas como “5/6” y “Be Honest”, mientras que el toque más acústico viene dado por el primer sencillo, “I Won’t Give Up”.
Love Is a Four Letter Word, habla del amor en sus diferentes formas y esencias; quizás para algunos sonará como que a Mraz le rompieron el corazón. Este cuarto disco se puede considerar como uno de los más esperados del artista de espíritu libre y letras llenas de esperanza. “No es un disco de rompimiento, en efecto se escribió en un momento en el que no estaba seguro de lo que pasaría en una relación”, dijo a CNN mientras se acomodaba en un sofá. Se refiere a la ruptura de su compromiso con su colega cantante y compositora Tristan Prettyman, pero el ganador de dos Grammys dice que el mensaje es más bien simbólico y no literal. “Es un disco de canciones de amor pero visto no sólo con el filtro del romanticismo. También trata de la compasión y la empatía y el amor por el mundo natural. Ni siquiera al final del proyecto sentí que estas 12 canciones abarcaran lo que significa el amor. Me sentía como ‘No lo sé. El amor tiene cuatro letras’”. Tour también tiene cuatro letras. El Tour “El amor tiene cuatro letras” de Mraz comenzó el 8 de junio en Pusan, Corea del Sur, y llegará a Estados Unidos al mes siguiente en Honolulú, Hawái. Entretanto, dedica su pasión a la recién inaugurada Fundación Jason Mraz.
“En la historia griega ‘Jason’ significa ‘sanador’”, señaló. “Así que quisiera ceñirme a ese significado no sólo en mi música sino en mi labor en este mundo”. La fundación apoya diversas causas, desde la educación y el medio ambiente, hasta apoyo en adicciones y derechos humanos. También ha declarado su apoyo para la equidad en los matrimonios. “El hecho de hacer del matrimonio tradicional entre un hombre y una mujer una ley o norma es casi como decir que los homosexuales no son reales. Bueno, los homosexuales son bastante reales, eso es como tratar a nuestros ciudadanos gais o lesbianas como ciudadanos de segunda clase. Creo que es el último paso en el movimiento de los derechos civiles”, dijo. Para Mraz, de eso trata su canción “I Won’t Give Up”. “Se trata de no renunciar a un sueño, o a la integridad que te conforma”, dijo el cantante. “No hay sueños demasiado grandes ni demasiado pequeños. Todos tenemos algo por qué luchar”.

### Yes!
Yes! es el quinto álbum de estudio del compositor y cantante estadounidense Jason Mraz, en colaboración con el grupo Raining Jane, el cual fue lanzado el 15 de julio de 2014 por Atlantic Records.
"Love Someone" es el primer sencillo del disco.1 Fue lanzado el 19 de mayo de 2014, el mismo día que se informó acerca de la fecha de lanzamiento del álbum.
Mraz, se ha encargado de promocionar el álbum a través de videos, en los cuales muestra el proceso creativo de este en conjunto a las integrantes de Raining Jane.

## Vida personal
Mraz posee una granja en el estado de Virginia y ha dedicado su vida al surf antes de entrar a la industria musical. También fundó una asociación llamada The Jason Mraz Foundation para ayudar a la comunidad LGBT de Honolulu, Hawái. Tiene ascendencia eslovaca por parte de su abuelo paterno.

## Giras musicales
- Mr-AZ Tour (2005)

- Songs for Friends Tour (2006)

- Jason Mraz Live on Earth Tour (2008)

## Discografía
Álbumes de estudio
- Waiting for My Rocket to Come (2002)
- Mr. A-Z (2005)
- We Sing. We Dance. We Steal Things. (2008)
- Love is a Four Letter Word (2012)
- Yes! (2014)
- Know. (2018)
- Look for the Good (2020)
- Mystical magical rhythmical radical ride (2023)

Álbumes en vivo
- Jason Mraz: Live & Acoustic 2001 (2001)
- Tonight, Not Again: Jason Mraz Live at the Eagles Ballroom (2004)
- Selections for Friends - Live from: Schubas Tavern, Chicago, Montalvo Winery, Saratoga California (2007)
- Jason Mraz's Beautiful Mess – Live on Earth (2009)